# Крушение траулера «Дальний Восток»
Крушение траулера «Дальний Восток» — морская катастрофа, произошедшая 2 апреля 2015 года около 4:12 по сахалинскому времени (1 апреля в 21:12 по московскому времени, 18:12 по всемирному координированному времени) в Охотском море в 277,8 километрах южнее Магадана.
В результате крушения 62 человека погибли, 7 пропали без вести. 63 рыбака были спасены: они все получили разные степени переохлаждения организма.

## Судно

Траулер «Стенде», за 2 года до катастрофы

Большой автономный морозильный траулер (БАТМ) «Дальний Восток» был построен в 1989 году на Черноморском ССЗ в Николаеве по проекту 1288.
Технические данные судна:
- длина (наибольшая) — 104,50 м;
- ширина — 16,03 м;
- осадка — 5,90 м;
- тоннаж — 4407 брутто-тонн;
- грузоподъёмность трюма — 1364 тонны рыбной продукции;
- скорость — до 16,1 узлов;
- регистрационный номера — IMO: 8730429 / MMSI: 273378520;
- позывной — UAOA;
- тип судна — рыбоперерабатывающая база;
- ледовый класс — L2 (судно способно самостоятельно работать в разреженных льдах).

Траулер за свою историю несколько раз менял владельцев и операторов. После спуска на воду, в 1989 году, судно под именем «Стенде» было передано Управлению «Запрыба» Министерства Рыбного Хозяйства (МРХ) СССР, порт приписки — город Рига. Оператор — государственная Рижская База Тралового и Рефрижераторного Флота (РБТРФ) МРХ СССР. В 1992 году, после распада СССР, РБТРФ превратилась в Латвийское государственное предприятие Rigas Zvejnieciba, которое являлось владельцем и оператором судна, а в конце 90-х годов предприятие было приватизировано, и вместе с траулером стало имуществом компании Baltic Marine Fishing Company (Латвия).
В 2014 году траулер был приобретен ООО «Магеллан» (Южно-Сахалинск, Россия) и переименован в «Дальний Восток». Новым портом приписки стал Невельск (остров Сахалин). После постройки стоимость судна составила $40 млн, с дополнительным оборудованием — $60–65 млн. Окончательная стоимость судна на момент гибели, с учетом его возраста и изношенности, оценивалась примерно в $30 млн.

## Экипаж
| Гражданство | Количество |
| ----------- | ---------- |
| Россия      | 78         |
| Мьянма      | 42         |
| Вануату     | 5          |
| Украина     | 4          |
| Латвия      | 3          |

По данным МЧС, во время крушения экипаж судна составлял 132 человека. На борту находились 78 россиян и 54 иностранца. Иностранцы являлись гражданами Мьянмы (42), Украины (4), Латвии (3) и Вануату (5).
Траулер отправился в рейс 3 января из порта Владивосток. Судно вышло из порта без граждан других стран на борту.
Президент Дальневосточной ассоциации морских капитанов Пётр Осичанский заявил российскому телевидению, что когда траулер последний раз заходил в российский порт в январе этого года, он имел на борту менее 70 членов экипажа. Дополнительные члены экипажа, скорее всего были взяты на борт в Пусане (Южная Корея), и работали нелегально.

## Крушение
Кораблекрушение произошло в Охотском море в районе с координатами 56,49° северной широты, 150,41° восточной долготы.
По предварительным данным, пропавшими без вести или погибшими считаются четыре украинца, 18 граждан Мьянмы, один латвиец, один молдаванин и четыре гражданина Вануату. Остальные погибшие или пропавшие без вести — россияне.

## Спасение экипажа
В 05.44 (время камчатское) на 16 канале УКВ был получен сигнал бедствия от БАТМ «Дальний Восток»: судно имеет большой крен, идёт поступление воды в корпус, экипаж готов к оставлению судна. В 06:12 первым к месту крушения подошёл траулер «Гранит». Его капитан Р. Кашиков Камчатским МСПЦ был назначен координатором операции по спасению. Судно лежало на левом борту и на плаву находилось ещё несколько минут, затем затонуло.
Подъёму на борт людей мешала непогода, ни одно из судов не смогло спустить шлюпку. Подошли суда: «Анива», «Иван Калинин», «Герои Даманского», «Виктория-1», «Алексей Чириков», «Пиленга-2», «Лангуста», «Гиссар», «Адмирал Колчак» и другие, через полчаса было 10—12 судов, в течение двух часов к поиску подключились «Морской Волк», «Вилючинский», «Братег», «Василий Каленов», «Васильевский Остров» и другие. К 10:00 поисковая группа составила около 25 судов, в поиске приняли также участие транспортный рефрижератор «Озёрск» и танкер «Пелей».
В воде были обнаружены люди в гидрокостюмах и начат их подъём, поскольку люди в плотах были более защищены. Самостоятельно подняться на борт по штормтрапу не смог ни один человек, также никто не воспользовался поданными спасательными кругами на линях. Затем начали подъём людей с плотов. Часть тел экипажа БАТМ «Дальний Восток» была без гидрокостюмов, только в жилетах, а некоторые и без них.
После 09:00 живых среди поднимаемых тел не было. В ходе поиска судами были обнаружены плоты без людей, на воде плавали жилеты, пустые гидрокостюмы, некоторые ещё в сумках. К 12.00 видимых тел на воде не было.
Судовладельцем БАТМ «Дальний Восток» в район бедствия было направлено два других своих судна — РТМС «Млечный Путь» и ТР «Андромеда».
Также был направлен плавзавод «Всеволод Сибирцев», на котором предполагалось развернуть госпиталь для оказания медицинской помощи потерпевшим бедствие.
По итогам поиска обнаружено 119 человек: 63 живых и 56 погибших. Судовые документы, журналы, документы экипажа спасти не удалось. Люди были в 4 плотах, остальные были подняты с воды. Капитан Притоцкий был поднят с воды без гидрокостюма.

## Состояние пострадавших
Все 63 спасённых рыбака получили переохлаждение организма, поскольку на момент аварии температура воды была около 0° С. Десять пострадавших находились в бессознательном состоянии.

## Поисковая операция
Поисковые мероприятия в районе затопления траулера проводила авиация МЧС России. Также в районе бедствия находились 25 рыболовецких судов, которые также ведут осмотр водной поверхности.
7 апреля суда с телами 56 жертв кораблекрушения прибыли в сахалинский порт Корсаков. В этот день на Сахалине и в Приморье объявлен траур по погибшим морякам с затонувшего траулера «Дальний Восток».
9 апреля МЧС по Магаданской области сообщило о завершении активной фазы поисков пропавших рыбаков траулера «Дальний Восток» с воздуха. Авиация больше не принимает участия в спасательной операции. Операцию по поиску моряков перевели в «пассивную фазу», наблюдение продолжат корабли, которые находятся в зоне крушения траулера.
При осмотре тел погибших в морге Южно-Сахалинска в одном из контейнеров было обнаружено два тела. Поэтому число погибших увеличилось до 57 человек. Пропавшими без вести стали считать 12 человек.
10 апреля власти Сахалинской области признали погибшими пять моряков с затонувшего траулера «Дальний Восток», которые числились пропавшими без вести. Таким образом, число погибших увеличилось до 62 человек, число пропавших без вести снизилось до 7 человек.
13 апреля активные поиски пропавших моряков завершены. Судовладелец отозвал с места крушения судно «Млечный путь».
19 августа компания «Фертоинг», которая отвечает за поиск судна, заявила о том, что «Дальний Восток» найден на глубине 250 метров в Охотском море.

## Расследование и суд
Сахалинский следственный отдел на транспорте Дальневосточного следственного управления на транспорте СК РФ возбудил уголовное дело по ч. 3 статьи 263 УК РФ (нарушение правил безопасности движения и эксплуатации водного транспорта, повлекшее по неосторожности смерть двух и более лиц). Дальневосточная транспортная прокуратура начала проверку выполнения законодательства о безопасности мореходства. Впоследствии уголовное дело передано для дальнейшего расследования в Главное следственное управление Следственного комитета Российской Федерации.
В связи с тем, что при выходе судна из порта Владивостока на его борту не было зарегистрировано иностранцев, следователи проверяют законность их нахождения на траулере.
На всех иностранных моряков, находившихся на борту затонувшего в Охотском море траулера «Дальний Восток», наложен административный арест. Они задержаны, как непрошедшие границу. МИД решает вопрос об отправке их на родину. Представитель УФМС по Сахалинской области сообщил, что все иностранные члены экипажа затонувшего траулера будут привлечены к ответственности за незаконную трудовую деятельность.
В рамках уголовного дела по факту затопления в Охотском море рыболовецкого траулера «Дальний Восток» задержан заместитель генерального директора ООО «Магеллан» Александр Кудрицкий. Следствие намерено ходатайствовать перед судом об избрании в отношении него меры пресечения в виде заключения под стражу. Генеральный директор ООО «Магеллан» Егор Гащенко привлечен в качестве обвиняемого. С учетом полученных сведений о нахождении его на территории Республики Корея он объявлен в розыск. В целях обеспечения гражданского иска и выплаты потерпевшим необходимых компенсаций судом наложен арест на счета и имущества компании-судовладельца ООО «Магеллан».
Следственным комитетом задержан первый заместитель генерального директора ООО «Магеллан» Алексей Васин. Суд избрал в отношении него меру пресечения в виде заключения под стражу. Под домашним арестом находятся заместитель генерального директора ООО «Магеллан» Александр Кудрицкий и капитан Анатолий Борисов, который выводил траулер в море, а затем передал управление Александру Притоцкому. Троим фигурантам дела предъявлено обвинение в нарушении правил эксплуатации морского транспорта, повлекшем гибель людей.
23 ноября 2016 года завершено расследование уголовного дела, дело в 174 томах направлено в Генеральную прокуратуру России для утверждения обвинительного заключения. Окончательно обвинение предъявлено как сотрудникам ООО «Магеллан» (А. М. Борисову, А. В. Васину и А. И. Кудрицкому по статье 263 ч.3 УК РФ), так и начальнику отдела ФГБУ «Сахалинрыбвод» Росрыболовства Н. А. Харченко по статье 293 ч.3 УК РФ (Халатность) и госинспектору СВТУ Росрыболовства А. О. Никодименко — по статьям 290 ч.3 и 285 ч.3 УК РФ (получение взятки и злоупотребление должностными полномочиями).
В городском суде Южно-Сахалинска начались слушания по уголовному делу № 1-398/2017 22 марта 2017 года.
20.11.2017 г. Южно-Сахалинский горсуд, опираясь на доказательства, собранные ГСУ СКР, вынес приговор руководителям ООО «Магеллан» и ответственным чиновникам, признав их виновными в крушении траулера «Дальний Восток».  Им были назначены наказания от пяти лет восьми месяцев до шести с половиной лет лишения свободы.

## Причины аварии
Причины крушения устанавливаются.
По одной из версий, причиной крушения стало опрокидывание траулера из-за нарушений балластировки судна во время подъёма трала.
По версии выживших свидетелей крушения, оно произошло из-за перегруза судна, спасательных средств на траулере было достаточно, но гидрокостюмы лежали не там, где надо, и из-за паники их не смогли вовремя найти.
В результате расследования было выяснено, что внутренние конструкции траулера были серьёзно переделаны, были убраны водонепроницаемые перегородки для того, чтобы судно вмещало больше рыбы.
Ранее рассматривались версии о пробоине куском льда, а также о превышении допустимых объёмов хранения груза и неправильном размещении груза в трюмах.
По информации третьего помощника и старшего механика, судно, выбрав трал с уловом и разместив его у борта, готовилось к постановке следующего. При этом судно получило крен на левый борт 25—30°. Уменьшить крен из-за находящегося за бортом трала судно не смогло, даже развернувшись левым бортом к ветру. Через технологические отверстия в борту вода пошла в помещения[прояснить], и судно начало тонуть. Топлива на борту было не достаточно, судно было заполнено продукцией, улов на верхней палубе и непогода — всё это привело к потере остойчивости. Не исключено, что имело место столкновение с льдиной, поскольку недалеко от района были ледовые поля, а трасса предыдущего траления, возможно, проходила через них. Получив пробоину и набрав воды в трюм, судно могло получить опасный крен и затонуть.
По версии следствия, при подъёме трала с большим уловом (приблизительно 130 тонн) судно получило крен на левый борт и опрокинулось. Основными причинами послужили уменьшение остойчивости траулера из-за внесения изменений в его конструкцию, перегрузки его уловом (на момент крушения в трюмах было 1400 т рыбы) в совокупности с малым количеством топлива. Большое количество жертв связано с превышением допустимого числа людей на борту и отсутствием достаточного количества спасательных средств. Изменение конструкции судна состояло в удалении элементов, влияющих на его мореходные качества. Это произошло во время переоборудования траулера с целью повышения его производительности по переработке рыбы (со 140 до более 200 тонн в сутки).

## Основные участники событий, связанных с крушением траулера «Дальний Восток»
- Гащенко Егор — генеральный директор ООО «Магеллан». В рамках уголовного дела по факту затопления в Охотском море рыболовецкого траулера «Дальний Восток» привлечен в качестве обвиняемого. С учётом полученных сведений о нахождении его на территории Республики Корея он объявлен в розыск[30].
- Васин Алексей — первый заместитель генерального директора ООО «Магеллан». Задержан Следственным комитетом. Предъявлено обвинение в нарушении правил эксплуатации морского транспорта, повлёкшем гибель людей[31].
- Кудрицкий Александр — заместитель генерального директора ООО «Магеллан». В рамках уголовного дела по факту затопления в Охотском море рыболовецкого траулера «Дальний Восток» задержан. Следствие намерено ходатайствовать перед судом об избрании в отношении него меры пресечения в виде заключения под стражу[30]. Предъявлено обвинение в нарушении правил эксплуатации морского транспорта, повлекшем гибель людей[31].
- Притоцкий Александр Николаевич — капитан-директор траулера «Дальний Восток». Родился в 1967 году в Украинской ССР. После окончания мореходного училища работал в производственном объединении «Сахалинрыбаколхозсоюз». Начинал с должности второго помощника капитана. Долгое время работал капитаном на среднем рыболовном морозильном траулере «Мыс Докучаева». Параллельно работе отучился на штурмана. Руководством «Сахалинрыбаколхозсоюза» отмечался как один из лучших капитанов. Проживал в Южно-Сахалинске. В должность капитана траулера «Дальний Восток» вступил после выхода траулера из Владивостока, пересажен 11 января с траулера «Млечный путь». Погиб во время крушения[42].
- Борисов Анатолий — капитан, который выводил траулер в море, а затем передал управление Александру Притоцкому. Задержан Следственным комитетом. Предъявлено обвинение в нарушении правил эксплуатации морского транспорта, повлекшем гибель людей[31].
- ООО «Магеллан» — компания-судовладелец траулера «Дальний Восток» (Южно-Сахалинск)[8][43]. В целях обеспечения гражданского иска и выплаты потерпевшим необходимых компенсаций судом на счета и имущества компании-судовладельца ООО «Магеллан» наложен арест[30].

## Реакция
После крушения траулера многие правительства выразили сочувствие и соболезнования в связи с большим количеством жертв. Среди них:
- Президент России Владимир Путин выразил соболезнования родным и близких погибших[44].
- Президент Армении Серж Саргсян выразил соболезнования президенту России Владимиру Путину в связи с гибелью людей в российских территориальных водах, связанных с этой аварией[45].
- Министр иностранных дел КНР Ван И выразил свои глубокие соболезнования всем пострадавшим на борту рыболовного морозильного траулера, затонувшего у полуострова Камчатка[46].
- Президент Казахстана Нурсултан Назарбаев от себя лично и от имени всего казахстанского народа выразил искренние соболезнования Президенту России и семьям погибших, пожелав скорейшего выздоровления всем пострадавшим[47].
- посольство США в России выразило самые искренние соболезнования семьям погибших членов экипажа траулера «Дальний Восток», затонувшего в Охотском море[48].
- МИД Испании выразил соболезнования русскому народу в связи с кораблекрушением траулера «Дальний Восток»[49].